# The Fillmore Detroit
El Fillmore Detroit es un lugar de entretenimiento de usos múltiples ubicado en Detroit, Míchigan. Construido en 1925, el Fillmore Detroit fue conocido durante la mayor parte de su historia como State Theatre. Está ubicado cerca del Fox Theatre más grande en el Distrito de los Teatros de Detroit a lo largo de Woodward Avenue frente al Comerica Park y Grand Circus Park. El Fillmore Detroit cuenta con un teatro con un gran vestíbulo y tres niveles de asientos, así como el State Bar & Grill, que tiene una entrada independiente y está abierto cuando el teatro no alberga eventos. Los Detroit Music Awards se celebran anualmente en The Fillmore Detroit en abril. El edificio fue incluido en el Registro Nacional de Lugares Históricos en 1982.

## Historia
El sitio de Fillmore fue anteriormente el hogar de un teatro anterior conocido como Central y luego, desde 1913-1923, como Grand Circus Theatre. Este teatro fue demolido para dar paso a la construcción en 1925 de lo que entonces se llamaba Francis Palms Building. El edificio recibió su nombre de Francis Palms, un nativo belga que se mudó a Detroit en 1832 e hizo su fortuna en el desarrollo inmobiliario. Los descendientes de Palms continuaron en el sector inmobiliario como Palms Realty Company, y construyeron este edificio en un momento en que la población de Detroit y la popularidad de las películas estaban en auge.
El teatro fue construido en 1925 como una sala de cine en el estilo arquitectónico del Renacimiento. C. Howard Crane fue el arquitecto original y el edificio todavía se llama Francis Palms Building.
El teatro originalmente se llamaba State Theatre cuando se inauguró en 1925. Fue rebautizado como Palms Theatre en 1937. En 1982, fue rebautizado como State Theatre. Y en 2007 (como un cambio de marca nacional) se renombró, esta vez el Teatro Fillmore.
El edificio tiene doce pisos de altura y está cubierto de terracota, con un auditorio de ocho pisos que se extiende hasta la parte trasera del edificio. La torre de oficinas tiene elaboradas decoraciones neorrenacentistas y Beaux-Arts en todo menos en la planta baja, que se modernizó alrededor de 1960.